# Spiraxidae
Spiraxidae zijn een familie van weekdieren uit de klasse van de Gastropoda (slakken).

## Taxonomie
De volgende taxa zijn bij de familie ingedeeld:
- Onderfamilie Euglandininae H.B. Baker, 1941
  - Geslacht Boriquena H.B. Baker, 1941
  - Geslacht Euglandina Crosse & P. Fischer, 1870
    - = Pfaffia Behn, 1845

  - Geslacht Guillarmodia H.B. Baker, 1941
  - Geslacht Pittieria E. von Martens, 1901
  - Geslacht Poiretia P. Fischer, 1883
  - Geslacht Sardopoiretia Bodon, Nardi, Braccia & Cianfanelli, 2010
  - Geslacht Streptostylella Pilsbry, 1907
  - Geslacht Streptostylops Pilsbry, 1933
  - Geslacht Varicoglandina Pilsbry, 1908
  - Geslacht Varicoturris Pilsbry, 1907
    - = Ghiesbreghtia H.B. Baker, 1941
- Onderfamilie Spiraxinae H.B. Baker, 1939
  - Geslacht Mayaxis F.G. Thompson, 1995
  - Geslacht Micromena H.B. Baker, 1939
  - Geslacht Miraradula H.B. Baker, 1939
  - Geslacht Pseudosubulina Strebel & Pfeffer, 1882
  - Geslacht Rectaxis H.B. Baker, 1926
  - Geslacht Spiraxis C.B. Adams, 1850
  - Geslacht Tornaxis E. von Martens, 1898
  - Geslacht Volutaxis Strebel & Pfeffer, 1882
- Onderfamilie Streptostylinae H.B. Baker, 1941
  - Geslacht Myxastyla F.G. Thompson, 1995
  - Geslacht Orizosoma Pilsbry, 1891
  - Geslacht Salasiella Strebel, 1878
  - Geslacht Strebelia Crosse & P. Fischer, 1868
    - = Physella L. Pfeiffer, 1861
    - = Spirobulla Ancey, 1881

  - Geslacht Streptostyla Shuttleworth, 1852
    - = Petenia Crosse & P. Fischer, 1868